# Alison Armitage
Pour les articles homonymes, voir Armitage.
Alison Armitage est une actrice et mannequin britannique née le 26 février 1965 à  High Wycombe, en Angleterre. Elle utilise le pseudonyme Brittany York durant sa carrière de playmate.

## Biographie
Née à High Wycombe en Angleterre, Alison Armitage a deux frères et grandit à Hong Kong, où elle vit pendant vingt ans. Devenue une nageuse de compétition à l'âge de quatre ans, elle devient membre l'équipe olympique de Hong Kong.
Alison Armitage parle couramment le français et étudie l'informatique à l'Université de San Diego en Californie. Après sa promotion[Quoi ?] de l'université, elle déménage à Denver au Colorado. Elle s'installe ensuite à Los Angeles.
En utilisant le pseudonyme Brittany York, Alison Armitage est la playmate du mois d'octobre 1990 dans le magazine Playboy. Elle apparaît  ensuite apparue dans de nombreuses vidéos Playboy. Elle pose également pour les magazines Maxim, Razor, DT et Bikini. Elle participe à des publicités télévisées pour des marques telles que Reebok, les cigarettes West, la bière Budweiser et les téléphones cellulaires Trac, et elle pose également pour des affiches, pour les bières Anhueser et Miller, les maillots Carrabelle, Vitale Hair Care, et les bijoux Michael Beaudry.
Elle obtient de petits rôles dans les films Secret Games, Miracle Beach (en), Jerry Maguire et Driven. À la télévision, elle obtient un des rôles principaux dans la série Agence Acapulco, ainsi qu'un rôle récurrent dans Les Nouvelles Aventures de Robin des Bois. Elle joue plus ponctuellement dans diverses séries : True Survivors, Amour, Gloire et Beauté, La Fête à la maison, Seinfeld, Les Dessous de Palm Beach et Los Angeles Heat.

## Filmographie
- 1991 : La Fête à la maison
- 1992 : Secret Games : Nun
- 1992 : Miracle Beach (en)
- 1993-1997 : Agence Acapulco : Catherine "Cat" Avery Pascal
- 1994 : Seinfeld : épisode 19 (saison 6) : Cheryl
- 1994 : Caraïbes offshore
- 1994 : Waikiki Ouest
- 1996 : Jerry Maguire
- 1997 : Los Angeles Heat : épisode 16 (saison 2) : Major Lauren Wiley
- 1997 : Les Dessous de Palm Beach : épisode 5 (saison 7) : Erin Kingston
- 1998 : Les Nouvelles Aventures de Robin des Bois : Ariel Glister
- 2001 : Driven